# إليان أساسي
إليان أساسي (بالفرنسية: Éliane Assassi)، (مواليد الثاني من أكتوبر 1958، باريس) هي سياسية فرنسية. هي أيضا عضو في الحزب الشيوعي الفرنسي، ورئيسة المجموعة الشيوعية في مجلس الشيوخ الفرنسي من 2012 إلى 2023.

## السيرة

### الشباب والمسيرة المهنية
ولدت إليان في عائلة فرنسية جزائرية. عاشت في غاغني في سين سان دوني خلال طفولتها. توفي والدها، عندما كانت في السادسة من عمرها. كما توفي شقيقها الأصغر بعد أربع سنوات. عملت إليان في سن مبكرة جدًا مع والدتها في الأعمال المنزلية، كما عملت في مصنع. انضمت إلى الحزب الشيوعي الفرنسي في الرابعة عشر من عمرها.

### المسيرة السياسية
بدأت ممارسة مهامها العامة في 1983 بانتخابها عمدة لدرانسي. من 1995 إلى 2001، كانت نائبة لعمدة الحزب الشيوعي الفرنسي.
في 19 سبتمبر 2012، انتخبت رئيسة للمجموعة الشيوعية في مجلس الشيوخ الفرنسي. أعيد تعيينها رئيسة للمجموعة الشيوعية في مجلس الشيوخ الفرنسي في 2020. بعد اتخاذها قراراً بترك الترشح في انتخابات مجلس الشيوخ 2023، أشاد بها رئيس مجلس الشيوخ الفرنسي جيرارد لارشيه وتفانيها في عملها.

## روابط خارجية
- إليان أساسي على موقع المحدد المعياري الدولي للأسماء